# Klosterneuburg
Klosterneuburg este un oraș în Austria, landul Niederösterreich. În anul 2018 număra 27.058 de locuitori.
Este așezat pe malul Dunării, la nord de Viena, de care o despart dealurile Kahlenberg și Leopoldsberg. O parte a teritoriului aparținând orașului este declarat parc natural (parcul Eichenhain), și se bucură de un regim de protecție.

## Istorie
Orașul s-a separat de orașul-geamăn Korneuburg din Evul Mediu, când Dunărea și-a schimbat albia.
Numele provine de la mănăstirea augustininiană fondată de margraful Leopold al III-lea în 1114. Leopold al III-lea și, mai târziu, ducele Leopold al VI-lea au avut reședința aici. În anul 1483 orașul a fost ocupat de trupele regelui Matia Corvin, fapt care l-a determinat pe împăratul Frederic al III-lea să părăsească Viena.
Poetul romantic bănățean Nikolaus Lenau este înmormântat în cimitirul din Klosterneuburg.
Scriitorul Franz Kafka a murit în anul 1924 într-un sanatoriu din Klosterneuburg.
Orașul a constituit, între 1938 și 1954, cel de-al 26-lea cartier al Vienei.

## Populație

### Structura populației
- 58,6 % între 15 și 60 de ani,
- 25,7 % peste 60 de ani,
- 15,7 % sub 15 ani.

## Personalități
- Henric al II-lea (1114 - 1177), duce al Austriei;
- Edmund Steinacker (1838-1929), deputat de Bistrița și Cisnădie în Parlamentul din Budapesta;
- O. W. Fischer (1915-2004), actor.

## Galerie de imagini

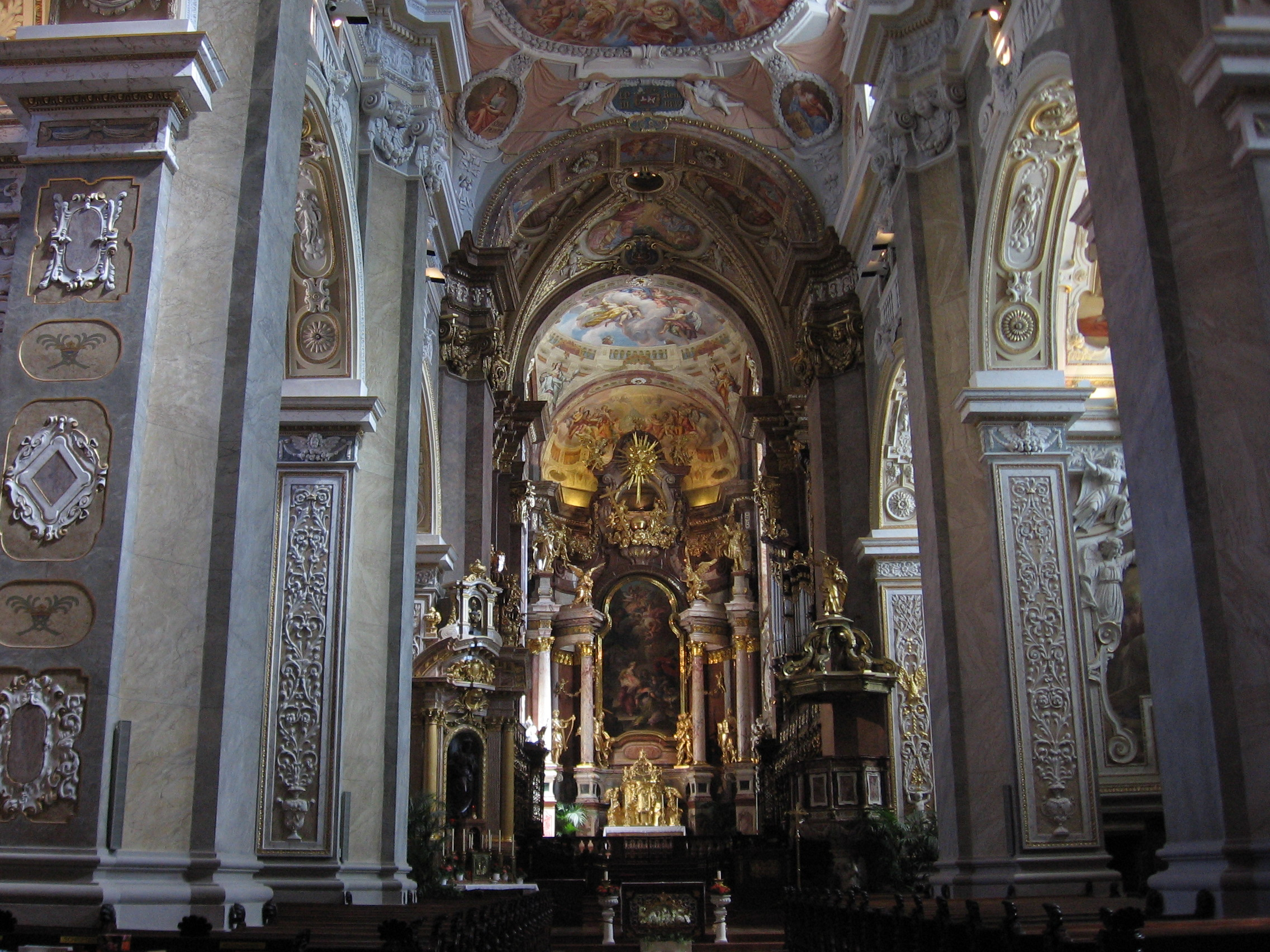
Interiorul bisericii Mănăstirii Klosterneuburg